# 周鈇
周鈇，字汝威，號鈍軒，山西承宣布政使司太原府榆次縣（今山西省榆次市）人，明朝政治人物。周文德之子。

## 生平
嘉靖四年（1525年）乙酉科山西鄉試舉人，五年（1526年）联捷丙戌科進士，改行人，升任監察御史，巡按陝西。后再巡按山東，特改右春坊清紀郎兼翰林院侍書。當時俺答汗入寇，總督翟鵬請求意見，周鈇上奏，后得到嘉靖帝批評，降職廬州府知事。旋改國子監丞，擢吏部文選主事。因和王與齡上奏一同彈劾嚴嵩，而被貶為河間通判。當時吏部擬擢周鈇為南京吏部主事，嚴嵩稱周鈇調官不過四月，不得迅速升遷。嘉靖帝大怒，詰責尚書許讚等，令錄左降官遷擢者姓名。許讚引罪，并列陳叔頤等十六人。嘉靖帝下詔奪許讚等人俸祿，降文選郎鄭曉三級，周鈇、陳叔頤等褫職為民。之後雖然廷臣舉薦周鈇，但因嚴嵩在位，不復召用。明穆宗初年，贈光祿少卿。